# Artonfläckig nyckelpiga
Artonfläckig nyckelpiga (Myrrha octodecimguttata) är en skalbaggsart som först beskrevs av Carl von Linné 1758. Artonfläckig nyckelpiga ingår i släktet Myrrha, och familjen nyckelpigor.

## Beskrivning
Kroppen är brett oval med glänsande, ljusbrun till mörkt rödbrun grundfärg. Varje täckvinge har 7 till 9 ljusare fläckar. Täckvingarna har dessutom ljusare ytterkanter, medan mellankroppen även den har ljusa sidokanter, som ofta går ihop framtill. Baktill finns dessutom två ljusa markeringar, en vid varje sida. Huvudet har ett ljust steck mellan ögonen och långa antenner, i spetsen med en liten klubba. Benen är tydligt håriga. Längden varierar mellan 4,5 och 5,2 mm.

## Utbredning
Arten finns i större delen av Europa med undantag för Island, Irland, Färöarna, Monaco, Liechtenstein och San Marino samt ett bälte från Baltikum i norr över Vitryssland, Ukraina och södra Ryssland samt västra Balkan (Moldavien, Slovenien, Bosnien-Hercegovina, Serbien, Montenegro och Albanien).
Den finns dessutom i Nordafrika, Kaukasus, Sibirien, Västasien, Armenien, Azerbajdzjan, Georgien, Kazakstan och Mongoliet.
I Sverige förekommer den i Götaland, Svealand och glesare i Norrland, främst den östra delen. I Finland förekommer den främst i södra delarna av landet, med enstaka förekomster i nordväst.

## Ekologi
Den artonfläckiga nyckelpigan är en bladlusätande art, som lever i trädkronor i barr- och blandskog, främst i tallar, gärna i skogsbrynen. Den håller sig gärna till sina boträd, där den övervintrar i barkspringor vid basen av träden.

## Bildgalleri

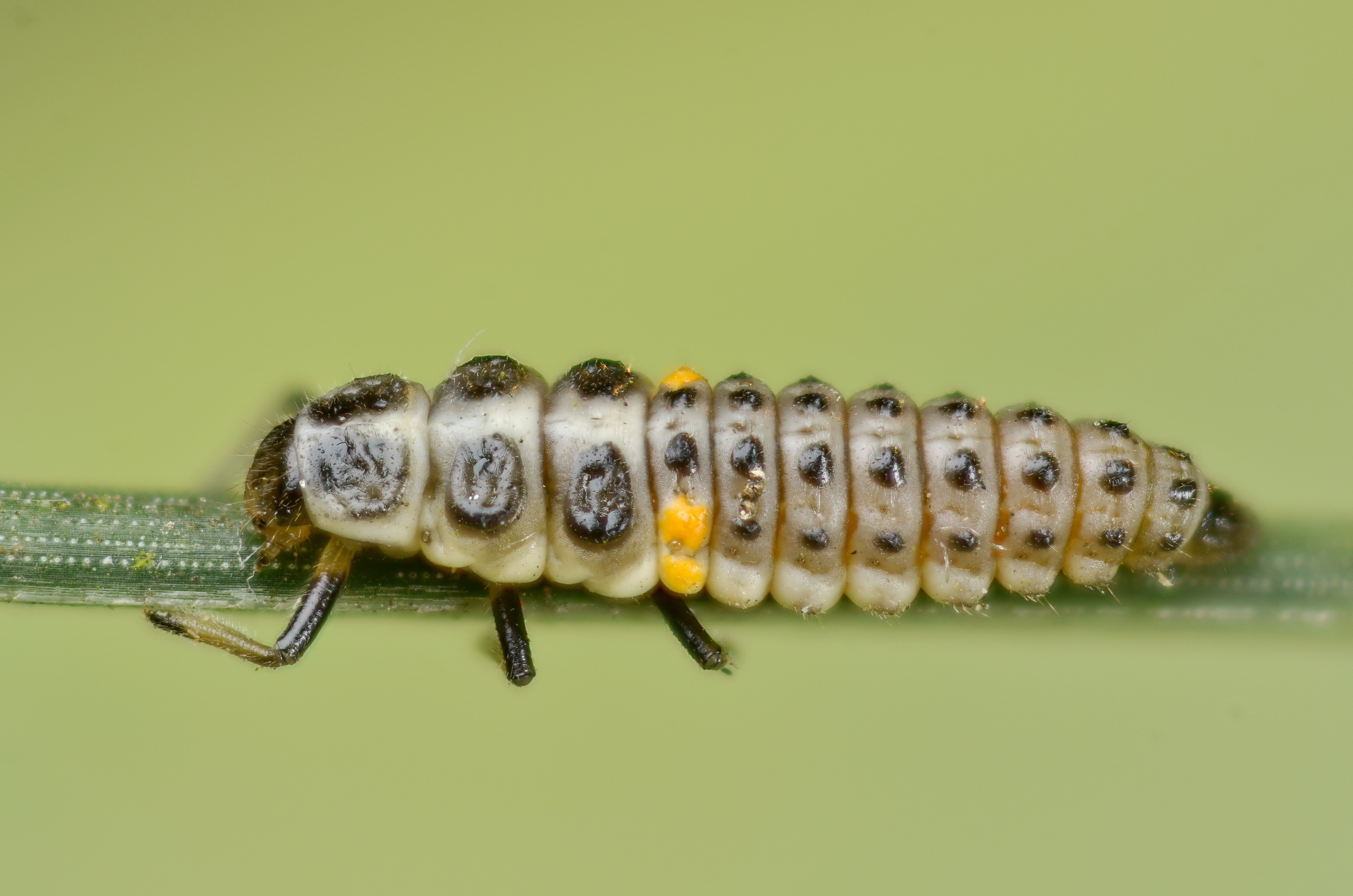
Larv
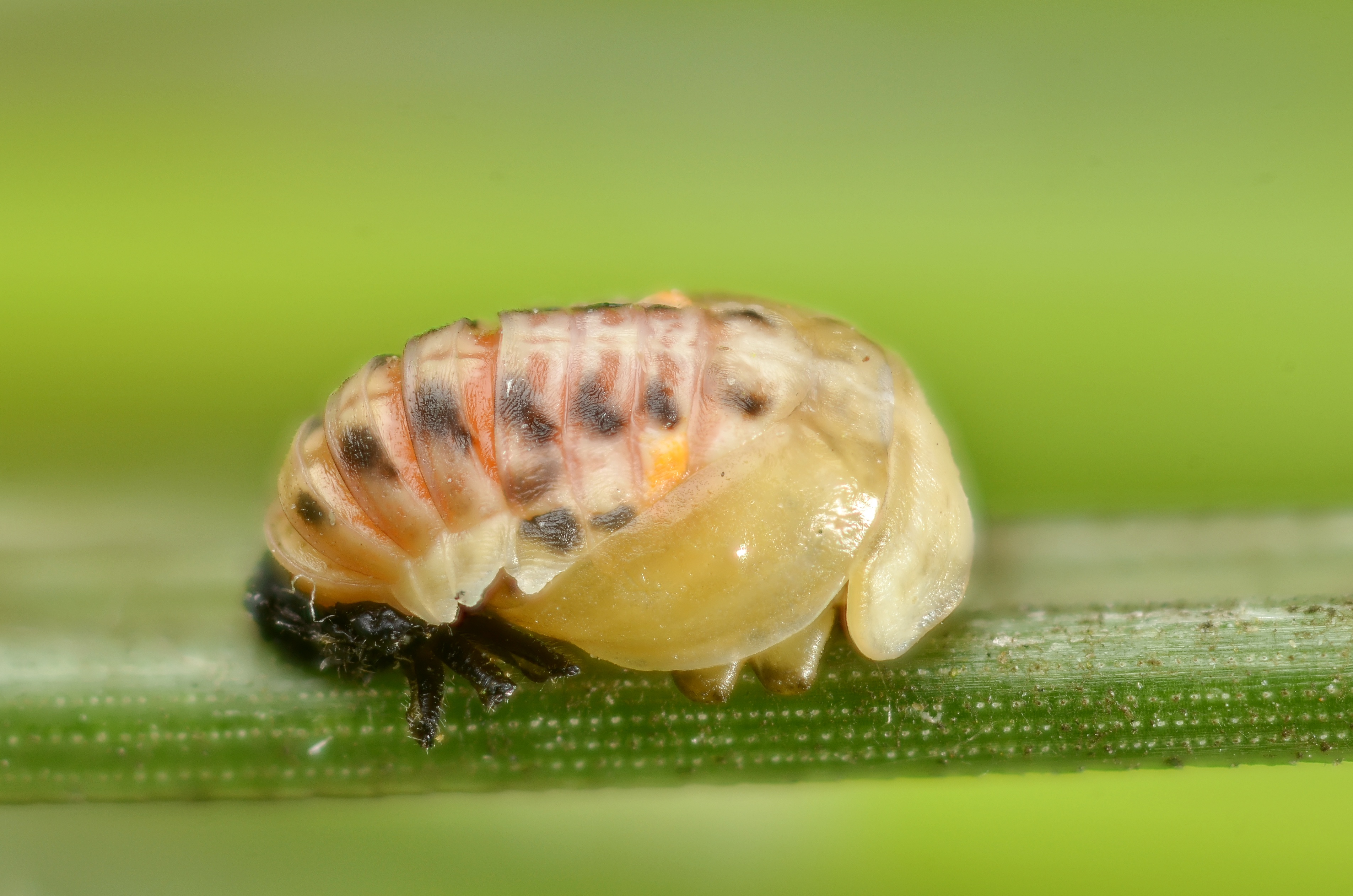
Larv på väg att bilda puppa
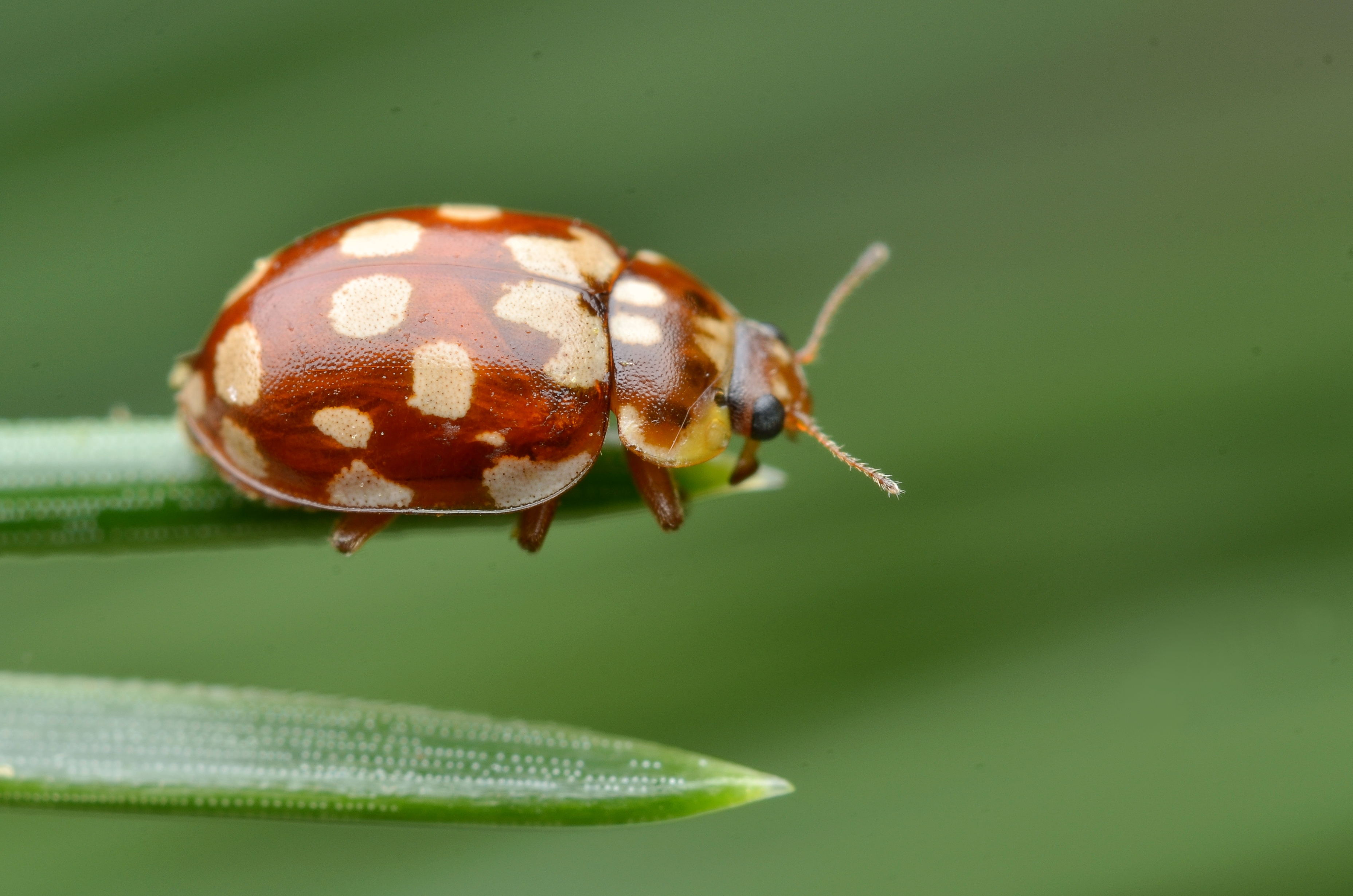
Imago